# Kirchenbezirk Bad Urach
Der Evangelische Kirchenbezirk Bad Urach (bis 1994 Evangelischer Kirchenbezirk Urach) war einer von 48 Kirchenbezirken bzw. Kirchenkreisen der Evangelischen Landeskirche in Württemberg. Sein Gebiet war deckungsgleich mit dem Dekanat Bad Urach.
Zum 1. Dezember 2013 vereinigte sich der Kirchenbezirk mit dem Kirchenbezirk Münsingen und ging im Kirchenbezirk Bad Urach-Münsingen auf.

## Geografie
Der Kirchenbezirk Bad Urach umfasste den Nordosten des Landkreises Reutlingen, also das Gebiet der politischen Städte und Gemeinden Bad Urach, Dettingen an der Erms, Grabenstetten, Hülben, Metzingen, St. Johann (ohne den Ortsteil Ohnastetten), Reutlingen (nur Stadtteile Mittelstadt und Reicheneck), Riederich und Römerstein, ferner Bempflingen und den Stadtteil Kappishäusern der Stadt Neuffen (beide Landkreis Esslingen) sowie Westerheim (Württemberg) (Alb-Donau-Kreis).

### Nachbarkirchenbezirke
Der Kirchenbezirk Bad Urach grenzte an folgende Kirchenbezirke (beginnend im Osten) Münsingen und Reutlingen (beide Prälatur Reutlingen) sowie Nürtingen und Kirchheim unter Teck (beide Prälatur Stuttgart).

## Geschichte
Das Gebiet des Dekanats bzw. Kirchenbezirks Bad Urach gehört zum alten Kernland Württembergs, das ab 1534 die Reformation einführte, so dass das Gebiet fast ganz evangelisch geprägt ist. Urach wurde bald nach Einführung der Reformation Sitze eines Dekanats, damals Superintendenz, das zur Generalsuperintendenz Denkendorf gehörte. 1711 wurde in Pfullingen ein eigenes Dekanat errichtet, dem einige Gemeinden des Dekanats Urach zugeordnet wurden. Bei dessen Auflösung 1817 wurden die Gemeinden dem inzwischen an Württemberg gelangten neu errichteten Dekanat Reutlingen angeschlossen. Ab 1810 gehörte das Dekanat Urach zur Generalsuperintendenz Urach und seit 1823 zur Generalsuperintendenz (heute Prälatur) Reutlingen, zu der es bis heute fast ununterbrochen gehört. Lediglich zwischen 1933 und 1956 gehörte es zur Prälatur Ludwigsburg.
Infolge der Auflösung einiger Kreise bzw. Oberämter in Württemberg 1939 wurden auch die kirchlichen Verwaltungsbezirke teilweise neu gegliedert. So wurden mit Wirkung vom 1. April 1939 die Kirchengemeinde Trailfingen in den Kirchenbezirk Münsingen und die Kirchengemeinden Ohnastetten und Sondelfingen in den Kirchenbezirk Reutlingen umgegliedert.
Nach Verleihung des Prädikats „Bad“ an die Stadt Urach mit Wirkung vom 1. Juli 1983 änderte auch der Kirchenbezirk Urach mit Wirkung vom 14. März 1994 seine Bezeichnung in „Kirchenbezirk Bad Urach“.

## Leitung des Kirchenbezirks
Die Leitung des Kirchenbezirks oblag der Bezirkssynode, dem Kirchenbezirksausschuss (KBA) und dem Dekan. Letzter Dekan war ab 1998 Harald Klingler (* 1950), der zugleich einer der Pfarrer an der Amanduskirche in Bad Urach war.

### Dekane des Kirchenbezirks Bad Urach seit 1788
- 1788–1808 Christoph Ferdinand Gros
- 1808–1826 Nathanael Köstlin
- 1826–1850 Johann Ludwig Ziegler
- 1851–1861 Christian Friedrich Dörner
- 1861–1866 Karl Friedrich Wilhelm Demmler
- 1866–1889 Friedrich Wilhelm Kuhn (1815–1891)
- 1890–1898 Paul Lang
- 1898–1910 Willi August Stahlecker
- 1910–1922 Karl Ziegler
- 1922–1929 Albert Leube
- 1929–1936 Martin Ott
- 1937–1951 Dr. Fischer
- 1951–1969 Karl Vöhringer (* 1905)
- 1969–1976 Eugen Hauff (1911–2001)
- 1976–1992 Samuel Schwarz (* 1929)
- 1992–1998 Helmut Sorg (* 1935)
- 1998–2013 Harald Klingler (* 1950)

## Kirchengemeinden
Im Kirchenbezirk Bad Urach gab es insgesamt 27 Kirchengemeinden. Davon hatten sich fünf Kirchengemeinden zu insgesamt zwei Gesamtkirchengemeinden zusammengeschlossen, blieben aber weiterhin eigenständige Körperschaften des öffentlichen Rechts.
Das Gebiet des Kirchenbezirks Bad Urach ist überwiegend evangelisch geprägt. Es gibt daher fast in jedem Dorf auch eine evangelische Kirchengemeinde und eine meist alte Kirche. In den meisten Orten zogen Katholiken überwiegend erst nach dem Zweiten Weltkrieg zu.
Zum Bezirk gehörten folgende Kirchengemeinden:
- Gesamtkirchengemeinde Bad Urach
  - Amanduskirchengemeinde Bad Urach
  - Kirchengemeinde Dietrich-Bonhoeffer-Haus Bad Urach
- Kirchengemeinde Bempflingen
- Kirchengemeinde Bleichstetten
- Kirchengemeinde Böhringen
- Kirchengemeinde Dettingen an der Erms
- Kirchengemeinde Donnstetten-Westerheim
- Kirchengemeinde Gächingen
- Kirchengemeinde Glems
- Kirchengemeinde Grabenstetten
- Kirchengemeinde Grafenberg
- Kirchengemeinde Hengen
- Kirchengemeinde Hülben
- Kirchengemeinde Lonsingen
- Gesamtkirchengemeinde Metzingen
  - Martinskirchengemeinde Metzingen
  - Friedenskirchengemeinde Metzingen
  - Neugreuth-Kirchengemeinde Metzingen
- Kirchengemeinde Mittelstadt
- Kirchengemeinde Neuhausen an der Erms
- Kirchengemeinde Reicheneck
- Kirchengemeinde Riederich
- Kirchengemeinde Seeburg
- Kirchengemeinde Sirchingen
- Kirchengemeinde Upfingen
- Kirchengemeinde Wittlingen
- Kirchengemeinde Würtingen
- Kirchengemeinde Zainingen